# Achromobacter veterisilvae
Achromobacter veterisilvae es una especie de bacteria gramnegativa del género Achromobacter. Fue descrita en el año 2020. Su etimología hace referencia a antiguo bosque. Es aerobia y móvil. Forma colonias convexas, traslúcidas, no pigmentadas y con márgenes lisos en agar TSA tras 48 horas de incubación. También crece en Agar MacConkey. Temperatura de crecimiento entre 4-45 °C, óptima de 28-37 °C. Catalasa y oxidasa positivas. Tiene un genoma de 6,8 Mpb y un contenido de G+C de 67,2%. Se ha aislado de un reactor microbiano de oxidación de hidrógeno inoculado con suelo forestal en Bélgica. 